# 斯滕韦克兰
斯滕韦克兰（荷蘭語：Steenwijkerland，荷蘭語：[steːnˌʋɛi̯kərˈlɑnt] ⓘ，意为“斯滕韋克之地”）是位于荷兰上艾瑟尔省的一个市镇，2003年之前被叫做斯滕韦克（Steenwijk），是该省的最西北角，与弗里斯兰省接壤。该地区内由于拥有闻名遐迩的羊角村而出名。